# Episodi di Make It or Break It - Giovani campionesse (prima stagione)
La prima stagione della serie televisiva Make It or Break It - Giovani campionesse è stata trasmessa negli Stati Uniti per la prima volta dall'emittente ABC Family a partire dal 22 giugno 2009 insieme alla serie La vita segreta di una teenager americana. Avendo riscosso un ottimo successo durante la trasmissione della prima parte della stagione (1-10), il canale ha ordinato altri dieci episodi, andati in onda dal 4 gennaio all'8 marzo 2010.
In Italia, i primi 10 episodi sono approdati il 19 novembre 2009 su Fox, abbinati alla serie La vita segreta di una teenager americana. La seconda parte è andata in onda dall'11 maggio al 13 luglio 2010. In chiaro, è andata in onda su Italia 1 dal 14 novembre 2011.
| nº | Titolo originale                            | Titolo italiano                                       | Prima TV USA     | Prima TV Italia  |
| -- | ------------------------------------------- | ----------------------------------------------------- | ---------------- | ---------------- |
| 1  | Pilot                                       | L'ultima arrivata                                     | 22 giugno 2009   | 19 novembre 2009 |
| 2  | Where's Marty?                              | Dov'è Marty?                                          | 29 giugno 2009   | 26 novembre 2009 |
| 3  | Blowing off The Steam                       | Scaricare la tensione                                 | 6 luglio 2009    | 3 dicembre 2009  |
| 4  | Sunday, Bloody Sasha, Sunday                | Quella maledetta domenica                             | 13 luglio 2009   | 10 dicembre 2009 |
| 5  | Like Mother, Like Daughter, Like Supermodel | Supermodelle per un giorno                            | 20 luglio 2009   | 17 dicembre 2009 |
| 6  | Between a Rock and a Hard Place             | Tra l'incudine e il martello                          | 27 luglio 2009   | 5 gennaio 2010   |
| 7  | Run, Emily, Run                             | Corri, Emily, corri                                   | 3 agosto 2009    | 12 gennaio 2010  |
| 8  | All's Fair In Love, War and Gymnastics      | Tutto è lecito in guerra, in amore e nella ginnastica | 10 agosto 2009   | 19 gennaio 2010  |
| 9  | Where's Kaylie?                             | Dov'è Kaylie?                                         | 17 agosto 2009   | 26 gennaio 2010  |
| 10 | All That Glitters                           | Ai nazionali                                          | 24 agosto 2009   | 2 febbraio 2010  |
| 11 | The Eleventh Hour                           | Appena in tempo                                       | 4 gennaio 2010   | 11 maggio 2010   |
| 12 | Follow The Leader                           | L'esempio di un leader                                | 11 gennaio 2010  | 18 maggio 2010   |
| 13 | California Girls                            | California Girls                                      | 18 gennaio 2010  | 25 maggio 2010   |
| 14 | Are We Having Fun Yet?                      | Ci stiamo divertendo?                                 | 25 gennaio 2010  | 1º giugno 2010   |
| 15 | Loves Me, Loves Me Not                      | M'ama, non m'ama                                      | 1º febbraio 2010 | 8 giugno 2010    |
| 16 | Save the Last Dance                         | Il ballo                                              | 8 febbraio 2010  | 15 giugno 2010   |
| 17 | Hope and Faith                              | Speranza e fiducia                                    | 15 febbraio 2010 | 22 giugno 2010   |
| 18 | The Great Wall                              | La grande muraglia                                    | 22 febbraio 2010 | 29 giugno 2010   |
| 19 | The Only Thing We Have To Fear              | La sola cosa da temere                                | 1º marzo 2010    | 6 luglio 2010    |
| 20 | Are We Family?                              | Siamo una famiglia?                                   | 8 marzo 2010     | 13 luglio 2010   |

## L'ultima arrivata
- Titolo originale: Pilot
- Diretto da: Steve Miner
- Scritto da: Holly Sorensen

### Trama
Alla "Rock" arriva una nuova ginnasta, Emily Kmetko, che, appena trasferitasi dal Colorado, sogna di diventare una campionessa olimpionica. Dalla palestra andranno ai nazionali le prime tre atlete, che da anni sono: Payson Keeler, Kaylie Cruz e Lauren Tanner. Emily dimostra di valere come atleta e vedendo le sue abilità nella ginnastica, Lauren si sente minacciata da lei, visto che è sempre stata la 3ª classificata tutti gli anni; Lauren cerca di coinvolgere suo padre nel boicottare Emily. Alle selezioni per le prime tre atlete che andranno ai nazionali, Emily è sempre alla 4ª posizione, ma Lauren sbaglia proprio dov'era più ferrata: la trave. Lauren pensa però di vendicarsi al volteggio, dato che durante gli allenamenti Emily aveva dimostrato di essere molto insicura in quella specialità; Lauren però scivola al 4º posto, diviene furiosa con il padre, che le aveva promesso di pensare a sistemare la situazione. Lauren pianifica un modo per far sbagliare ad Emily il volteggio, e modifica le misure per far regolare la distanza tra la pedana e l'appoggio ad un'errata lunghezza facendo così sbagliare Emily, che cade. Sfortunatamente per Lauren Emily si rimette in piedi in tempo per il secondo volteggio, che esegue correttamente regolandosi da sola la pedana; prende quindi il posto di Lauren come 3ª classificata. Steve, deluso dal risultato ottenuto da Lauren, ricatta l'allenatore con una foto compromettente e lo costringe ad abbandonare la palestra ed andare in quella di Denver, portando con sé Lauren.
- Ascolti USA: telespettatori 2.500.000[1]

## Dov'è Marty?
- Titolo originale: Where's Marty?
- Diretto da: Steve Miner
- Scritto da: Holly Sorensen

### Trama
L'uscita dalla "The Rock" del coach Marty, sotto pressione del padre di Lauren, provoca il caos in palestra.
Durante una riunione dei genitori membri della palestra a casa dei Cruz, Payson e Kaylie cercano di congedarsi con una scusa per andare a Denver e ottenere delle spiegazioni da Marty; Emily coglie l'occasione per far firmare da Marty le pratiche della propria borsa di studio.
Arrivate alla palestra di Denver le ragazze si rendono conto che non c'è confronto con il livello di attrezzature e l'allenamento della "The Rock".
Marty cerca di spronare Payson, in lacrime, facendo leva sul suo orgoglio e dicendole che le ragazze di Denver sono più brave di loro. Intanto Lauren comincia ad avere dei rimorsi per aver lasciato i suoi vecchi amici, soprattutto dopo aver ricevuto una fredda accoglienza dai nuovi compagni che spettegolano alle sue spalle. Ronnie, dopo aver saputo da Kaylie della visita a Marty si reca da lui. Ronnie ringrazia Marty di non aver reso pubblica la loro relazione e, d'impulso, lo bacia; in lontananza Chloe, la madre di Emily, vede la scena.

## Scaricare la tensione
- Titolo originale: Blowing off The Steam
- Diretto da: Steve Miner
- Scritto da: Holly Sorensen

### Trama
Alla Rock, le ragazze continuano a lavorare senza alcuna guida, ma, a sorpresa, Lauren e Steve ritornano con un nuovo allenatore ex campione del mondo. Emily, Payson e Kaylie decidono di approfittare degli ultimi momenti di libertà, prima che il nuovo coach prenda in mano la situazione e si recano ad una festa di liceali, alla quale nessuna di loro ha mai partecipato, dato che studiano tutte in casa; durante il party Emily s'imbatte in Razor, suo collega al "Pizza Shack".
Kaylie litiga con Carter e Payson è convinta di star solo perdendo tempo; nel frattempo il compleanno di Lauren va male, quando Summer arriva a sorpresa alla cena in suo onore e Lauren si sente il terzo incomodo, soprattutto dopo aver scoperto che i regali fatti dal padre erano stati scelti tutti da Summer. Prima della torta la festeggiata si congeda dalla sua festa e va piangendo al party. Dopo il litigio avvenuto tra Carter e Kaylie, Lauren conforta Carter e perde la sua verginità con lui, ma Carter sembra pentito e va via, dimenticando il cellulare. Lauren legge un sms inviato da Kaylie, nel quale si scusa con Carter e gli dichiara il suo amore. Lauren, dopo averlo letto, scoppia in lacrime.

## Quella maledetta domenica
- Titolo originale: Sunday, Bloody Sasha, Sunday
- Diretto da: Norman Buckley
- Scritto da: Joanna Johnson

### Trama
Nel loro unico giorno libero, cioè la domenica, Sasha obbliga solo Payson, Kaylie, Emily e Lauren ad andare in palestra per punirle per aver partecipato al party facendole lavorare duramente. Dopo un po' fa scrivere alle ragazze, su un foglio, tutti i risentimenti che avevano nei confronti delle altre per bruciarli, e dire, simbolicamente, addio ai vecchi rancori. A sorpresa Sasha legge i fogli ad alta voce e, anche se erano anonimi, tutte capiscono l'autore di ogni biglietto.
Payson su biglietto scrive di sentirsi molto arrabbiata perché nessuno si allena duramente quanto lei e che, neppure Sasha, si accorga che lei sia la migliore; Kaylie è arrabbiata con Lauren per via di Carten e Lauren scrive di quanto sia arrabbiata che le sue amiche non abbiano fatto niente per lei dopo che Emily le ha "soffiato" il terzo posto.
Emily invece scrive la sua rabbia per non essere stata la benvenuta fin dal primo momento in cui ha messo piede nella Rock;
dopo che Sasha brucia i fogli le ragazze si confessano: Emily rivela di lavorare in pizzeria per mantenere se stessa e la propria famiglia, Kaylie rivela di stare con Carter che, intanto confessa di aver fatto sesso con Lauren a Lio.
Carter, poiché Sasha non l'ha fatto entrare, chiede a Lio le chiavi della palestra per impedire che Lauren confessi di aver fatto sesso con lui. Subito dopo le ragazze fanno evadere dalla "The Rock" Emily che, deve andare in pizzeria a lavorare per non essere licenziata, ma trova sua madre che la sostituisce al Pizza Shack e racconta a l'amico di Razor che Emily è una ginnasta. Lauren invece confessa di non essere più vergine, ma mente dicendo che aveva fatto sesso con uno appena conosciuto e viene sgridata da Payson, preoccupata dalle conseguenze che poteva avere un rapporto sessuale sul suo corpo; la confessione però riavvicina il gruppo di amiche. Intanto Sasha propone alla madre di Payson di amministrare la Rock; in quel mentre Carter riesce a penetrare nella palestra e si riappacifica con Kaylie, senza però raccontarle della notte precedente passata con Lauren. Emily, a fine turno, torna alla palestra un attimo prima che Sasha la scopra; Sasha si congratula poi con loro del lavoro svolto.

## Supermodelle per un giorno
- Titolo originale: Like Mother, Like Daughter, Like Supermodel
- Diretto da: David Paymer
- Scritto da: Amy Turner

### Trama
La Rock organizza una sfilata di moda per madri e figlie con lo scopo di raccogliere fondi per poter iscrivere le ginnaste alle gare Nazionali a Boston e Sasha accetta, per far capire a Payson che combinare la forza con la femminilità l'aiuterebbe molto. Kaylie racconta a Carter del misterioso ragazzo che aveva fatto sesso con Lauren ma Carter, che credeva che Lauren non fosse vergine già prima del loro rapporto sessuale, va a parlarle ma lei capisce di essersi presa una cotta per lui e lo bacia su una guancia.
Kaylie racconta a Lauren di sentirsi pronta a passare la notte con Carter in seguito ad un discorso con Ronnie, 
Damon l'amico di Razor, che lo sostituisce in pizzeria, bacia Emily; nel frattempo Payson è riluttante all'idea di sfilare in passerella ma la madre le fa capire che, essere femminili, non denota debolezza Lauren è in coppia con Summer, ,che l'ha vista baciare Carter sulla guancia; mentre tutte le madri e le figlie provano i vestiti, Summer la prende in disparte e le svela di essere stata alle superiori una "ragazza facile" perché credeva che esserlo la rendesse la più desiderata della scuola, ma, dopo essere stata derisa dal ragazzo di cui si era innamorata, capì che quell'atteggiamento era sbagliato.
Lauren inizialmente sembra capire, ma, in seguito, prende l'abito di Emily e lo indossa per farsi notare da Carter e sfila in passerella senza Summer. Emily si arrende e non vuole continuare la sfilata, visto che poteva indossare solo il completo da "affarista" di Lauren, ma sua madre la convince a continuare.
Emily decide quindi di sfilare solo la giacca del completo di Lauren, avendo un gran successo.
Damon si presenta alla sfilata e compra la giacca con la quale sfilava Emily dicendo che, quando lei sarebbe diventata famosa, lui avrebbe venduto la giacca su Internet.
Lauren viene rimproverata dal padre per aver preso l'abito di Emily e lei, arrabbiata, rivela a Summer che sua madre è una drogata e che le importa solo di sé stessa e non di lei; arrabbiata corre da Ronnie e le dice che Kaylie è intenzionata a passare la notte con Carter. Kaylie fa entrare dalla finestra Carter e gli dice di voler stare con lui; in quel momento Ronnie bussa per entrare e lei nasconde Carter nella cabina armadio.
Ronnie parla con Kaylie e le dice che avrà tante occasioni per fare l'amore, ma una sola per vincere l'oro olimpico; Kaylie dopo il discorso di sua madre fa uscire Carter dal nascondiglio momentaneo e gli dice che non era ancora pronta. Carter la rassicura dicendole che neanche lui credeva che lei fosse pronta, le rimbocca le coperte e va via.

## Tra l'incudine e il martello
- Titolo originale: Between a Rock and a Hard Place
- Diretto da: Michael W. Watkins
- Scritto da: Doug Stockstill

### Trama
Sasha aumenta il livello di difficoltà di Lauren e lo porta all'altezza di Payson; decide di preparare le ragazze alle Nazionali organizzando alla Rock un'amichevole con il Club di Denver che, ha come membro Kelly Parker la migliore ginnasta del paese e, chiamando Marty, mettendo le atlete di fronte alla tensione che si crea durante una gara.
Payson è determinata a dimostrare che lei è la migliore e battere Kelly Parker, ma, quando il suo vecchio trauma alla schiena si ripresenta, inizia ad avere dei problemi; Payson vorrebbe prendere il cortisone, ma sua madre e Sasha non sono d'accordo.
Summer voleva lasciare Steve dopo un discorso con Lauren, ma lui la ferma, chiedendole di sposarlo; Emily vuole dimostrare quello che può fare ma Sasha le affida l'esecuzione di esercizi semplici.
Kaylie scopre della relazione che c'era tra sua madre e Marty, ma la madre decide di ricattare Kaylie impedendole di informare suo padre dicendole che lei sapeva di Carter.
Nell'Amichevole vince individualmente Payson, battendo Kelly Parker prendendo però il cortisone; quando Lauren viene a sapere da Summer della proposta di matrimonio da parte di suo padre, sbaglia per ripicca la presa quindi anche l'esercizio.
L'esito della partita dipende da Emily ma viene presa in giro da Kelly Parker e, volendo dimostrare le sue capacità, fa un esercizio difficile, ma sbaglia l'uscita e cade.
A causa dell'errore di Emily vince perciò la Denver e Sasha esclude Emily dai nazionali; nel frattempo, Carter deve ripensare al suo rapporto con Kaylie soprattutto quando Sasha e Lauren gli danno un avvertimento, ma decide infine di restare con Kaylie e le dona una collanina precedentemente appartenuta a sua madre.

## Corri, Emily, corri
- Titolo originale: Run, Emily, Run
- Diretto da: Fred Gerber
- Scritto da: Kerry Lenhart & John J. Sakmar

### Trama
Tutti alla Rock sono concentrati quasi esclusivamente sulle Nazionali; Emily, essendo stata cacciata da Sasha dalla Rock cerca in tutti i modi di rientrare alla palestra.
Fortunatamente ad aiutarla ci sarà il suo amico e collega Damon e i due si intrufolano ogni sera nella palestra dopo la chiusura per far allenare Emily. Emily infine riesce nell'esercizio che avrebbe presentato a Sasha per farsi riprendere alla Rock. Nel frattempo Kaylie è convinta di aver perso la catenina donatale da Carter invece le era stata sottratta da Lauren; Summer gliela vede al collo e quando Kaylie le racconta di averla persa; lei costringe Lauren a restituirla.
Lauren le racconterà di averla trovata sotto un tappetino; Payson scoprirà che il padre, Mark, ha perso il suo vecchio impiego e lavora part-time nella stessa pizzeria dove lavora Emily.
L'intera famiglia Keeler si troverà di fronte ad una decisione da prendere, andare via o fare in modo che Mark lavori a distanza; alla fine lui decide la seconda opzione, con dispiacere del resto della famiglia. Emily infine viene riammessa alla Rock mostrando l'esercizio imparato e dimostrando di seguire ciò che Sasha le diceva, compreso lasciarsi cadere dalla trave per farsi prendere da lui.
- Ascolti USA: telespettatori 2.100.000[2]

## Tutto è lecito in guerra, in amore e nella ginnastica
- Titolo originale: All's Fair In Love, War and Gymnastics
- Diretto da: Chris Grismer
- Scritto da: Michael Gans & Richard Register

### Trama
Alex Cruz organizza a casa sua una festa e per poco non becca la figlia insieme a Carter; ad Emily servono 180 dollari per i body ai nazionali e la madre contatta un suo ex per chiedergli un prestito. Emily mostra a Sasha il suo esercizio ma lui lo cambia e le dice che per impararlo avrebbe dovuto rimanere in palestra tutte le sere fino a tardi. Intanto a Payson svanisce l'effetto del cortisone e Sasha la costringe a far riposare la schiena e le fa interrompere l'allenamento; successivamente lei si ritrova casualmente a parlare con Nick Russo, il migliore atleta della squadra maschile alla Rock, che le dice che suo padre è un chirurgo ortopedico e lui le poteva procurare, se necessario, il cortisone al costo di cento dollari. Payton se li procura mentendo alla madre e chiedendole quei soldi con il pretesto di comprarsi un vestito; successivamente chiede un vestito in prestito a Kaylie per spacciarlo per quello che doveva aver comprato con i soldi che le aveva dato sua madre. Summer si presenta con delle lasagne dai Cruz e ciò infastidisce Lauren, Summer perciò le dice che si farà da parte e romperà con Steve. Arrivata la sera inizia il party a casa di Alex Cruz che fa incastonare i diamanti del suo anello delle "World Series" in un ciondolo per Kaylie e lo mostra a Lauren. Ronnie Cruz brucia le lasagne e chiama Damon per farsi consegnare due pizze ed Emily, non sapendo il motivo per cui era lì, si arrabbia con il ragazzo. Chloe cerca di affogare la sua frustrazione nell'alcool e Sasha, vedendola in difficoltà, si propone di riaccompagnarla a casa. Lauren, intanto, è arrabbiata perché Carter non lascia Kaylie e allora sottrae il telefono del ragazzo e lo mette vicino alla collana per Kaylie; imposta inoltre come sfondo una foto con i due che si baciano, così quando Alex va a prendere la collana lo fa squillare e l'uomo, vedendolo, si arrabbia prima con la figlia e poi con Carter. Lauren, che credeva di aver finalmente avuto campo libero con Carter, viene invece respinta bruscamente da lui, conscio del suo sotterfugio; Payson si fa dare il cortisone ma Nick decide di darglielo gratis.
Nel frattempo Chloe, dopo che Sasha va via, riceve una chiamata dal suo ex che bussa subito dopo alla sua porta; Damon intanto dice a Emily di dover partire. Ronnie cerca di consolare Kaylie, ma senza riuscirci; Lauren si presenta da Summer, di notte, e le racconta tutto.

## Dov'è Kaylie?
- Titolo originale: Where's Kaylie?
- Diretto da: Ron Underwood
- Scritto da: Joanna Johnson

### Trama
Payson è prima in tutte le discipline tranne che alla trave in cui la più brava è Lauren; Alex Cruz confisca il cellulare e il computer alla figlia e le vieta di parlare con Carter che Sasha sospende dopo aver saputo, da un misterioso informatore, che aveva un rapporto con una delle ginnaste. Intanto Jo, l'ex di Chloe, vive da loro e dovrà presto andarsene, Emily lo tratta male; Ronnie, dispiaciuta per Kaylie, organizza un incontro con Carter di cui Alex è all'oscuro. Carter però, durante l'appuntamento, le confessa la sua infedeltà e Kaylie, sconvolta, sparisce la notte prima dei Nazionali. Lauren, nel frattempo, cerca di rincontrare la madre aspettandola alla fermata degli autobus dove, però, rimarrà delusa dalla sua assenza; si reca quindi a casa di Payson, dove c'era anche Emily, e fa ascoltare loro il messaggio vocale mandatole da Kaylie e, sentendo dei rumori, ricollegano il luogo ad un campo estivo dove andavano da piccole, decidono così di andare a prenderla. Kaylie capisce che Carter l'ha tradita con Lauren, ma Emily, per impedire a Kaylie di andarsene senza prima chiarirsi con la ragazza, le getta le chiavi dell'auto nel laghetto e Lauren fa lo stesso con le sue ritrovandosi bloccate lì. Intanto le mamme si riuniscono per aspettare le loro figlie e Summer rivela loro di essere lei l'informatrice di Sasha e che con Carter era implicata anche Lauren; Ronnie nel frattempo svela alle altre mamme di aver avuto una storia con Marty. Intanto le ragazze si ricordano che avevano da piccole inciso su di un tronco le loro iniziali, e così decidono di incidere anche quelle di Emily sullo stesso, ma Kaylie avvisa Lauren sul fatto che lei sarà solo la sua compagna di squadra e mai più sua amica. Payson rivela alle altre del cortisone e della sua paura; Emily dice a Kaylie che aveva lanciato nel laghetto le chiavi di casa e Lauren che aveva una copia di riserva. Le ragazze così riescono ad arrivare in tempo al pullman e, prima di partire, nominano come capitano Emily.

## Alle nazionali
- Titolo originale: All That Glitters
- Diretto da: Patrick Norris
- Scritto da: Holly Sorensen

### Trama
Arrivate alle nazionali le ragazze della Rock combattono per dimostrare quanto valgono all'intera nazione. Emily durante il primo turno ha una pessima performance ma nel secondo le cose miglioreranno perché Damon, grazie all'autobus per il tour dei Radiohead, fa in modo che anche il fratello Brian possa vederla gareggiare. Summer decide di lasciare Steve dopo aver scoperto che l'uomo, in realtà, minaccia la vera mamma di Lauren e la tiene lontana dalla figlia; la sua decisione però non coinvolge Lauren a cui promette di esserle sempre accanto nonostante tutto, ciò aiuterà la ragazza ad effettuare un esercizio perfetto durante la gara.
Dopo aver scoperto che Kelly Parker fa uso di cortisone per avere delle ottime prestazioni ginniche, Payson decide di buttare la dose avuta da Nick ma durante il secondo esercizio alle sbarre cade e si frattura la schiena, il responso medico sulle sue condizioni è negativo: la ragazza non può essere operata e se continuasse con la ginnastica rimarrebbe paralizzata. Kaylie restituisce a Carter la collana che lui le aveva regalato rompendo definitivamente la loro storia; la ragazza decide anche di restituire al padre la collana che egli le aveva donato dicendogli di voler avere un padre e non più un manager.
Kaylie vince l'oro alle nazionali mentre Kelly Parker arriva al secondo posto vincendo la medaglia d'argento; Lauren si classifica quarta ed anche Emily riesce ad ottenere un posto nella squadra nazionale.
Dopo le nazionali Leo decide di tornare a vivere a Boulder così Damon ha dei dubbi a lasciare Emily sola con lui mentre è a Los Angeles; la ragazza lo rassicurerà baciandolo.
- Ascolti USA: telespettatori 2.400.000[3]

## Appena in tempo
- Titolo originale: The Eleventh Hour
- Diretto da: Norman Buckley
- Scritto da: Kerry Lenhart & John J. Sakmar

### Trama
Payson sogna di poter di nuovo fare ginnastica e i suoi genitori sono preoccupati per lei; intanto si svolge la parata della Rock e viene annunciato il "Kaylie Cruz day" e Lauren dice davanti a tutti che avrebbe dovuto vincere Payson.
Nicky Russo viene accoppiato, controvoglia, a Kaylie che non vuole andare a trovare Payson che, vorrebbe allontanarsi dalla Rock e tornare in Minnesota.
Chloe ed Emily vanno a trovare Payson ed Emily, successivamente, ne parla alle compagne e a Nicky che, a sua volta, va a trovare Payson dove i due parleranno della dose di cortisone inconsapevoli del fatto che Lauren fosse dietro la porta ad origliare. Payson dice a Nicky di aver buttato la fiala a Boston e gli fornisce la combinazione del proprio armadietto per fargli recuperare l'altra.
Carter torna alla Rock perché Sasha gli dice che la sua ragazza si era esposta in sua difesa, lui pensa che sia Kaylie ma la ragazza in questione è Lauren. Kaylie si sente in colpa e finalmente va a trovare Payson svelandole le sue paure e incertezze, ma Payson la tratta con durezza e la fa andare via in lacrime.
Mark vista la scena parla con la figlia e le dice che deve sfogare il suo dolore e non tenersi tutto dentro; intanto Damon fa una sorpresa ad Emily e la porta su una terrazza illuminata, ma vengono sorpresi da Razor che, appena tornato, si arrabbia con Damon. Payson si sfoga distruggendo i suoi trofei; Summer prende alla Rock il posto di Kim e Payson si presenta nella palestra.
Payson svela a Kaylie che inizialmente provava invidia nei suoi confronti perché era la più carina e per di più ricca, ma che si consolava perché aveva ancora la ginnastica e la possibilità di vincere.
Intanto Nicky va all'armadietto di Payson per prendere il cortisone ma Lauren anticipandolo preleva la fiala e lo ricatta.
- Ascolti USA: telespettatori 2.700.000[4]

## L'esempio di un leader
- Titolo originale: Follow The Leader
- Diretto da: Chris Grismer
- Scritto da: Joanna Johnson

### Trama
Marty torna alla Rock in quanto allenatore della squadra nazionale; Emily cerca di tenere sua madre al di fuori della sua vita alla Rock, perché trova difficoltoso, ogni qual volta la donna si interessa alla sua attività, allenarsi con tranquillità.
Nel frattempo Sasha cerca un modo per far rientrare Payson nelle attività sportive della Rock; Kaylie decide di affrontare Carter riguardo al suo tradimento con Lauren.

Chloe decide di chiedere a Razor di aiutare Emily in matematica, facendole da tutor, fin quando i voti della ragazza non siano abbastanza alti; Summer chiacchiera con Emily e cerca di farle capire che sbaglia a colpevolizzare sua madre; è stata Chloe a far sì che Marty portasse Emily alla Rock.

## California Girls
- Titolo originale: California Girls
- Diretto da: David Paymer
- Scritto da: Doug Stockstill

### Trama
Payson continua a sperare in un miracolo e che la sua schiena possa guarire in modo tale da poter riprendere gli allenamenti; vedendo il suo atteggiamento i suoi genitori sono molto preoccupati, poiché si rendono conto che la ragazza non voglia accettare la realtà.
Payson, Kaylie ed Emily si recano a Los Angeles per partecipare ad un party; le ragazze escludono Lauren proprio per farle capire che lei non è più la benvenuta nel loro gruppo.
Lauren, venuta a conoscenza del party, vuole recarsi a Los Angeles a tutti i costi; decide di ricattare Nicky affinché la porti con sé nella città ed alla festa come sua accompagnatrice. Chloe si iscrive a un sito di incontri al buio e scopre che l'uomo con cui ha chattato è Steve, il padre di Lauren. 
In California Emily e Damon finalmente si riuniscono, il ragazzo le confida che la California non si sta rivelando come l'aveva da sempre sognata.
Lauren salva la carriera di Kaylie prima dell'arrivo dei paparazzi; tornate in albergo finalmente le ragazze si chiariscono.
Nicky continua ad incoraggiare Payson e finalmente le rivela i suoi sentimenti nei suoi confronti; il giorno seguente Payson decide di recarsi da un medico specialista, il quale, le dice che la sua schiena è inoperabile e che non potrà mai più praticare ginnastica a livello agonistico.

## Ci stiamo divertendo?
- Titolo originale: Are We Having Fun Yet?
- Diretto da: Michael Robison
- Scritto da: Amy Turner

### Trama
Le performance di Emily sono decisamente un disastro perché la ragazza è demotivata per quanto ha letto online, molti blog difatti la giudicano negativamente; Payson comincia a frequentare una scuola pubblica, le cose per lei non saranno facili poiché subentra a metà anno e soprattutto dopo il suo scontro con una delle ragazze più popolari, a causa dei consigli di Payson durante gli allenamenti delle cheer-leader, la ragazza sarà però aiutata dal pronto intervento di Kaylie, Lauren ed Emily.
Payson decide di non fare parte di alcuna attività scolastica, tuttavia sembra legare con un ragazzo che fa gruppo con altri "ribelli" che la convincono a saltare le lezioni e le offrono marijuana.
Nel frattempo Sasha decide di organizzare l'annuale serata "Open House", che aprirà le porte della palestra per delle esibizioni, che tuttavia decide si svolgeranno in maniera differente dai precedenti anni incoraggiando tutti a fare performance divertenti.
Kaylie e Nicky sono in coppia per la serata e ciò renderà molto difficile la loro performance a causa delle loro divergenze su tutto; tuttavia la coppia troverà presto un'intesa grazie ad una brillante idea di Kaylie.
Anche Emily è in difficoltà per questa serata, sotto consiglio di sua madre deciderà di raccontare la sua difficile storia attraverso l'esibizione e questo risulterà essere apprezzato da una bambina che a fine serata le chiederà il suo primo autografo.

## M'ama, non m'ama
- Titolo originale: Loves Me, Loves Me Not
- Diretto da: Fred Gerber
- Scritto da: Michael Gans & Richard Register

### Trama
È il giorno di San Valentino e Summer propone a Sasha di leggere alle ragazze una lettura che riguarda l'importanza dell'astinenza ai rapporti sessuali, Sasha però disapprova; Kaylie comincia ad allenarsi duramente per poter effettuare salti più potenti e battere le rivali internazionali, viene aiutata nei suoi allenamenti da Nicky.
Payson decide di rompere la sua amicizia con Ike; nel frattempo Emily è preoccupata per Damon non avendo sue notizie da giorni, il quale è in prigione per aver comprato, inconsapevolmente, un mixer rubato per incidere le sue canzoni.
Razor paga la cauzione di Damon, ma non appena usciti dalla centrale Emily, arrabbiata con Damon, lo lascia senza che il ragazzo possa spiegarle nulla.
Kaylie dice a Nicky che la sua amicizia con Payson è importante perciò tra loro non potrà mai nascere nulla; il ragazzo le confida che sta per andare via dalla Rock e comincerà ad allenarsi in una palestra di Denver.
Payson invita tutte le amiche ad un pigiama party a casa sua e proprio mentre si divertono spensierate sua madre Kim riceve una telefonata di Sasha che la informa di aver trovato un medico disponibile ad operare Payson in modo che la ragazza possa tornare ad allenarsi.

## Il ballo
- Titolo originale: Save the Last Dance
- Diretto da: Helen Shaver
- Scritto da: Kerry Lenhart & John J. Sakmar

### Trama
Le ragazze decidono di partecipare al ballo nella scuola di Payson; nel frattempo i genitori della ragazza hanno finalmente un incontro con il chirurgo che vuole operare la schiena di Payson con una procedura sperimentale, questi però sono in dubbio se rivelare o meno alla figlia di questa nuova possibilità per non deludere le sue aspettative nuovamente.
Nel frattempo Carter aiuta Kaylie con il suo nuovo salto; grazie a lui la ragazza riesce finalmente ad eseguirlo in seguito durante il ballo il ragazzo chiede a Kaylie di ballare, ma lei rifiuta.
Mentre la ragazza balla con un altro, Carter si avvicina nuovamente a Kaylie e le dice di amarla, ma che, se lei non è disposta a perdonarlo, lei non farà più parte della sua vita.
Payson salva il ballo dopo che era senza band, chiedendo alla band di Damon di suonare; al suo arrivo Emily indossa l'abito che Lauren credeva suo padre avesse comprato per lei così capisce che la donna misteriosa con cui sta uscendo suo padre è Chloe.
Razor chiede ad Emily di ballare, Damon vedendoli annuncia al pubblico che ha scritto una canzone per Emily, ma, al momento dell'esibizione, va in panico e fugge.
Emily lo segue nel parcheggio, i due parlano ma nonostante ciò il ragazzo le dice di non essere alla sua altezza; nel frattempo Carter si reca da Lauren per portare via le sue cose e dopo un discorso della ragazza, Carter la prende e comincia a ballare un lento con lei.
Tornata a casa dopo il ballo Payson riceve, dai suoi genitori, la notizia della possibilità di un nuovo intervento.

## Speranza e fiducia
- Titolo originale: Hope and Faith
- Diretto da: Chris Grismer
- Scritto da: Doug Stockstill

### Trama
Lauren cerca di far ingelosire Chloe raccontandole le storie precedenti di suo padre, in modo che questa metta fine alla storia con Steve; durante il primo giorno di allenamento Kaylie sbaglia i suoi esercizi poiché distratta da Kelly Parker, che la tormenta dopo aver scoperto della relazione tra sua madre e Marty, la ragazza disperata abbandona la palestra.
Nel frattempo anche Emily scopre che sua madre e Steve Tanner hanno una relazione; lei e Lauren cominciano a litigare davanti a tutti; Payson affronta l'intervento con la supervisione dei suoi genitori.

## La grande muraglia
- Titolo originale: The Great Wall
- Diretto da: Guy Bee
- Scritto da: Joanna Johnson

### Trama
Mentre Lauren, Kelly Parker e le altre quattro ginnaste scelte dal comitato tecnico si trovano in Cina per sfidare le atlete più forti del mondo, Sasha comunica ai ragazzi della Rock che presto la palestra riceverà la visita della squadra cinese; per organizzare l'evento c'è bisogno di una notevole quantità di denaro e perciò il comitato delle mamme della Rock organizza, al Pizza Shack, una serata dedicata alla raccolta dei fondi necessari alla trasferta a Boulder delle atlete cinesi. Ben presto però Summer viene a sapere che in realtà Sasha non ha mai contattato la squadra cinese e che la storia dell'amichevole fa parte di un piano che lo stesso coach ha escogitato per permettere anche ad Emily e Kaylie, ingiustamente escluse dal viaggio in Cina, di farsi notare per la loro abilità e bravura.
L'intervento alla schiena di Payson è andato bene e la ragazza riprende a frequentare la Rock ma non gli allenamenti; il fisioterapista le comunica che può riprendere l'attività ma Payson è ancora spaventata, non riesce a dimenticare l'incidente alle Nazionali e continua a dire alla madre e alle amiche di non avere ancora l'ok dei medici. A causa del costosissimo intervento e delle sedute di riabilitazione i Keeler hanno accumulato un debito di cinquantamila dollari e si vedono costretti a mettere in vendita la casa per poter pagare le spese sanitarie di Payson. I ragazzi della Rock, con la complicità di Summer e delle mamme, truccano il Bingo e fanno vincere la metà del montepremi alla famiglia di Payson mentre la metà rimanente andrà alla Rock. La squadra americana è stata sconfitta e nella notte Sasha riceve una telefonata dalla Cina: l'amichevole si farà.
- Ascolti USA: telespettatori 2.050.000[5]

## La sola cosa da temere
- Titolo originale: The Only Thing We Have To Fear
- Diretto da: Norman Buckley
- Scritto da: Michael Gans & Richard Register

### Trama
Le ragazze della Rock sono controllate da Summer per via dell'imminente incontro contro la Nazionale Cinese; approfittando della vicinanza Sasha cerca di fare qualche progresso nel suo rapporto con Summer.
Kim avvisa Sasha che Payson ha avuto il via libera per allenarsi ma che finge di non potersi ancora allenare per paura di farsi nuovamente male; per spronarla Sasha le affida Emily che ha un problema di fiducia nelle sue possibilità nell'effettuare il volteggio.
Alex Cruz, dopo aver scoperto dell'infedeltà della moglie chiede il divorzio; la commissione scopre del lavoro segreto di Emily al Pizza Shack così se dovesse partecipare all'incontro con la squadra cinese perderebbe definitivamente la borsa di studio.
Kaylie scopre che Carter ha vissuto nel attico di Lauren.
- Ascolti USA: telespettatori 2.140.000[6]

## Siamo una famiglia?
- Titolo originale: Are We Family? We are Family
- Diretto da: Michael Lange
- Scritto da: Holly Sorensen

### Trama
Le ragazze sono impreparate ad affrontare la squadra cinese, Emily ha paura di perdere Damon a causa delle strette regole imposte dalla commissione nazionale.
Durante un esercizio Lauren si infortuna così Sasha decide di lasciare esibire Payson, per risollevare il morale della squadra; con grande sorpresa Emily si aggiudica la medaglia d'argento.
Dopo aver vinto un totale di cinque medaglie, la squadra festeggia al Pizza Shack, qui Emily riceve un biglietto che Damon le ha lasciato in cui le dice che verrà intervistato da una famosa radio dove potrà finalmente esibirsi; dopo aver ascoltato alla radio la canzone scritta per lei, Emily si fa accompagnare da Kaylie alla stazione radio per salutare Damon prima della sua partenza, però scopre che il ragazzo è già andato via e che il programma era una registrazione di qualche ora prima.
Kaylie scrive a Carter che lo ama, ma nel frattempo il ragazzo si reca da Lauren e la bacia appassionatamente.
- Ascolti USA: telespettatori 2.500.000[7]